# Xistrella
Xistrella is een geslacht van rechtvleugeligen uit de familie doornsprinkhanen (Tetrigidae). De wetenschappelijke naam van dit geslacht is voor het eerst geldig gepubliceerd in 1909 door Bolívar.

## Soorten
Het geslacht Xistrella omvat de volgende soorten:
- Xistrella acuteterminata Brunner von Wattenwyl, 1893
- Xistrella arorai Shishodia, 1991
- Xistrella aruna Ingrisch, 2001
- Xistrella cliva Zheng & Liang, 1991
- Xistrella dohrni Günther, 1939
- Xistrella dromadaria Bolívar, 1909
- Xistrella dubia Brunner von Wattenwyl, 1893
- Xistrella hunanensis Wang, 1999
- Xistrella javanensis Günther, 1937
- Xistrella motuoensis Yin, 1984
- Xistrella ophthalmica Bolívar, 1909
- Xistrella siangensis Shishodia, 1991
- Xistrella stylata Hancock, 1907
- Xistrella wuyishana Zheng & Liang, 1991